# Robert Brouhn
Robert Wilhelm Brouhn, född 20 januari 1807, död 30 november 1882 var en svensk arkitekt, målare och tecknare, samt lärare i teckning och gymnastik.
Brouhn utbildades i skol- och sjukgymnastik vid Kongliga Gymnastiska Centralinstitut. Efter avslutad utbildning fortsatte han under åren 1832-1840 som extralärare i gymnastik och vapenföring. Till undervisningen hörde även lektioner i ritkonst. I april 1853 öppnade han sitt eget gymnastikinstitut i Södra stadshuset. 1860 förordnades Brouhn till lärare i gymnastik och teckning vid Maria och Katarina Elementarläroverk.

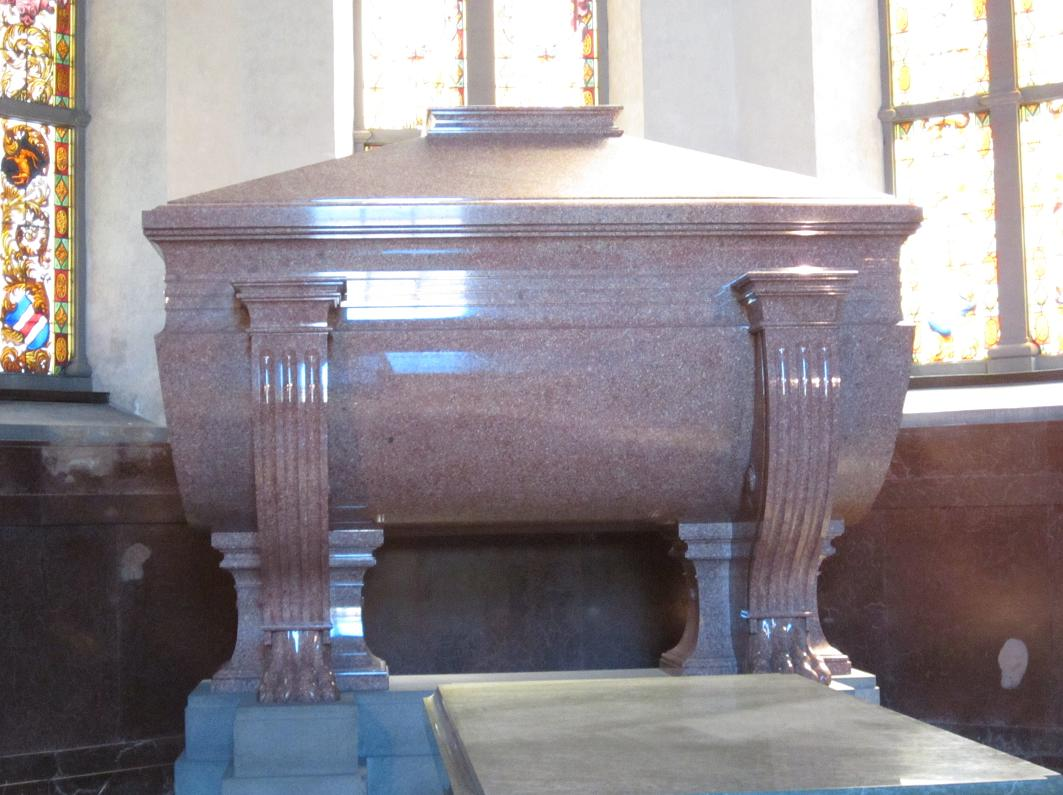
Karl XIV Johans stora sarkofag av Älvdalsporfyr i Riddarholmskyrkan, utförd efter ritning av Brouhn.

Samtidigt med utbildningen vid Kongliga Gymnastiska Centralinstitut utbildades Brouhn vid Kungliga Akademien för De Fria Konsterna. Han vann flera utmärkelser och stipendier i teckning, skrev böcker om ritkonst och hade olika illustrationsuppdrag. Brouhn finns representerad vid bland annat Nationalmuseum i Stockholm.

## Byggnadsprojekt
- Stamnareds kyrka 1835[3]
- Väne-Åsaka kyrkas torn 1836[4]
- Villor på 1840-talet[5]
- Munktorps kyrkas torn 1842
- Karl XIV Johans sarkofag i Riddarholmskyrkan 1844[6].